# فرانك جي. كيمبل
فرانك جي. كيمبل هو شخصية أعمال وفلاح وسياسي أمريكي، ولد في 24 نوفمبر 1846، وتوفي في 31 مارس 1927. نشط حزبياً في الحزب الجمهوري. وقد انتخب عضو جمعية ولاية ويسكونسن ‏.